# Ebene Minne
Die ebene Minne ist ein Liebeskonzept im deutschen Minnesang. Es meint die gleichberechtigte sowie die auf Gegenseitigkeit beruhende Liebe und tritt der Idee der hohen Minne entgegen. Der Ausdruck setzt sich aus dem Adjektiv „ebene“ für die Gleichrangigkeit und dem Substantiv „Minne“ für Liebe zusammen. Die Standesunterschiede werden aufgehoben. Die bekanntesten Vertreter sind Walther von der Vogelweide und Hartmann von Aue. Zeitlich wird die ebene Minne der höfischen Klassik (1160/70–1220/30) zugeordnet. Der Begriff der ebenen Minne wird viel diskutiert, und einige Interpreten lehnen ihn konsequent ab, da er selbst nicht in mittelalterlichen Texten vorkommt.

## Merkmale

### Zeitliche Einordnung
Der erste Minnesang ist dem Ende des 12. Jahrhunderts zuzuordnen. Zu Anfang wurden „die schmerzliche Erfahrung der Trennung, Frustration und seelischer Schmerz, die Sehnsucht nach dem Geliebten und die Trauer um den untreuen Mann“ thematisiert. Da die identifizierbaren Dichter dieser Zeit aus dem bairisch-österreichischen Sprachraum stammten, nennt man diesen Minnesang den „Donauländischen Minnesang“.
Die Dichter des „Rheinischen“ und des klassischen Minnesangs orientierten sich mehr an der romanischen Lyrik und folgten dem Konzept der hohen Minne und des Frauendienstes. Walther von der Vogelweide und Hartmann von Aue gehören neben Heinrich von Rugge, Albrecht von Johansdorf, Heinrich von Morungen, Wolfram von Eschenbach und Reinmar dem Alten zu den Autoren des klassischen Minnesangs. So lässt sich die ebene Minne der zweiten Phase des Minnesangs in der höfischen Klassik zuordnen. Dies entspricht der Wirkungszeit der beiden Hauptautoren Walther von der Vogelweide und Hartmann von Aue.

### Konzeption der ebenen Minne
Die hohe und die niedere Minne bilden ein Gegensatzpaar, in dessen Mitte die ebene Minne steht. Die hohe Minne beschreibt den einseitig erbrachten Frauendienst: Ein Mann wirbt um eine Adlige, denn nur eine Adlige kann tugendhaft und somit Objekt der Liebe sein, die sich abweisend, hochmütig und unnahbar gibt. Trotzdem bleibt er ihr treu und bittet immer wieder um Annahme seines Dienstes. Obwohl die Dame den erhofften Lohn verwehrt, erlangt der Sänger dennoch „ethische und gesellschaftliche Werte: Steigerung des Lebensgefühls und Anerkennung in der Gesellschaft.“
In der niederen, auch vagantisch genannten Minne wird der Liebesakt beispielsweise zwischen einem Ritter und einem standesniederen Mädchen, wie etwa einem Bauernmädchen, beschrieben. Die beiden Minnearten wurden auch als gute und schlechte, vernünftige und blinde Liebe unterschieden. Hier übernahmen die Dichter die Unterscheidung der Theologen zwischen geistlicher/guter und weltlicher/schlechter Liebe und bezogen beide Adjektive auf die weltliche Liebe. So wurde die hohe Minne zur vernünftigen, rationalisierten Liebe und die niedere zur blind-betrügerischen. Aus der antiken Tradition ergibt sich das Gegensatzpaar von platonischer und sinnlicher Liebe. Dabei wird die zuerst genannte hohe Minne dem Hof zugeschrieben und die niedere Minne der strâze (Straße).
Wichtig ist die Rolle der Frau: In der hohen Minne ist die Frau die „Unerreichbares bergende Glücksfee“ und in der niederen Minne ein „stets neu zu erbeutendes Freiwild“. In beiden Rollen wird die Frau als „verobjektiviertes Gegenüber“ angesehen. Sie wird nicht als Persönlichkeit angesehen, sondern als Ziel.
In der ebenen Minne wird nicht gefordert, sondern die Entscheidung zur längerfristigen Liebesbeziehung wird dem Mädchen überlassen. Das Werben des Mannes steht dabei im Hintergrund. Dem nicht-höfischen Mädchen werden höfische Tugenden zugeschrieben: Treue, Beständigkeit und innere Güte. Gleichrangig sind beide Partner auch in Hinblick auf das Erotisch-Partnerschaftliche.
Gerade bei Walther von der Vogelweide sollte man die Grenzen zwischen den drei Minneformen nicht zu eng ziehen, da die Merkmale der einen der anderen nicht zwangsläufig widersprechen. So spiegelt sich beispielsweise in der Verwendung des Wortes frouwe oder frouwelîn für ein Mädchen das „höfische Wertdenken und Sittenverständnis“ wider. In den Liedern Ein niuwer sumer, ein niuwe zît (L 92,9ff.), Die verzagten aller guoten dinge (L 63,8ff.), Ich hôrte iu sô vil tugende jehen (L 43,9ff.) und Ob ich mich selben rüemen sol (L 62,6ff.) wirbt Walther zwar wie in der hohen Minne, doch wie in der ebenen Minne hat er Aussicht auf Erhörung. Das Lied Swer verholne sorge trage (L 42,15ff.) zählt Stamer zur hohen Minne, doch die in der dritten Strophe (L 42,23ff.) beschriebene Liebe, Liebe als Leidenschaft, gehört sowohl der hohen als auch der ebenen Minne an.

## Figurenkonstruktionen

### Wîp und Frouwe
Ob wîp oder frouwe, die Frauengestalt im Minnesang entstammt der Fantasie des Dichters und basiert „auf individuellen und kollektiven Erfahrungen.“
Mit dem Begriff frouwe ist eine Herrin, Gebieterin, Geliebte, Frau oder Jungfrau von Stande, Dame gemeint.
Der Begriff wîp beschreibt ein Weib als Gegensatz zu man, Jungfrau und frouwe oder eine Gemahlin, also die Frau im Allgemeinen. Darin ist die frouwe mit inbegriffen.
Walther von der Vogelweide gibt dem Gegensatzpaar frouwe – wîp als ständisch – existenziell eine neue Bedeutung: das wîp als Träger der humanen Werte und die frouwe als oberflächliche Adlige. Auch Gottfried von Straßburg verwendet das ehemals für den Stand stehende Attribut edele als „humanen Wertbegriff“.
Walther bildet den wîp-Adel heraus, der die Frauen beschreibt, „die durch ihre Persönlichkeit geadelt sind“. Der Begriff wîp beschreibt also den Seelenadel, während der Begriff frouwe den Geburtsadel darstellt. In den vier Liedern Under der linden (L 39,11ff.), Nemt, frouwe, disen kranz (L 74,20ff.), Herzeliebez frouwelîn (L 49,25ff.) und Bin ich dir unmære (L 50,19ff.) zeigt Walther, indem er ein einfaches Mädchen an die Stelle der frouwe-Figur setzt, dass die wîpheit im Minnesang dem gesellschaftlichen Rang und Besitz voransteht.
Trotzdem bleibt der Begriff frouwe „Wertprädikat der inneren und äußeren Schönheit.“ Walther mahnt und belehrt die Gesellschaft und die frouwen mit seiner wîp-Idee, dass gerade letztere nicht in ihrem Zustand verharren sollen, sondern sich zu dem entwickeln, was sie sein könnten.
Durch die Nennung der Begriffe wîp und man will Walther nicht nur den Gegensatz zwischen Minnesänger und besungener Dame aufzeigen, sondern auch den allgemeinen Geschlechtsunterschied zwischen Mann und Frau. Die einheitliche Nennung beider Begriffe ist „charakteristisch für die Idee des naturhaft-menschlichen Schöpfungsadels“.
In den Liedern von Walther von der Vogelweide besingt das lyrische Ich ein Mädchen, die maget, wie eine edle Dame. Zur Ansprache des Mädchens werden die Begriffe frouwe, wie im Lied L 74,20ff., und frouwelîn, wie in Lied L 49,25ff., verwendet. Dargestellt wird die gegenseitige Liebe zweier Partner, die sich nicht an ihre „ständischen Grenzen“ binden.

### Gottesminne
Gottesminne wurde in der Gattung der Kreuzlieder bzw. Kreuzzuglieder realisiert. Diese gibt es seit Friedrich von Hausen, also schon vor 1190. Anfang des 13. Jahrhunderts taucht das Wort selbst zum ersten Mal – bei Reinmar dem Fiedler – auf. Auch die Kreuzlieder schließen sich der „Leidthematik des Minnesangs“ an, sofern sie nicht unabhängig von der Minnethematik sind. Gegenstand der Lieder war der „Entscheidungskonflikt zwischen Minnedienst und Gottesdienst“. Außerdem wurden unter anderem der Zweifel an der Entscheidung oder an der Treue der Zuhausegebliebenen, die Unbarmherzigkeit der Dame und die Jenseitshoffnung thematisiert. Zu den Dichtern dieser Gattung gehören Friedrich von Hausen, Hartmann von Aue, Albrecht von Johansdorf, Heinrich von Rugge, Reinmar, Otto von Botenlauben, Hiltbolt von Schwangau, der Burggraf von Lüenz und Neidhart. Die ersten beiden geben in ihren Liedern dem Gottesdienst den Vorrang. Friedrich von Hausen beschreibt in seinem Lied Mîn herze und mîn lîp die wellent scheiden (L 47,9ff.), wie sich das Herz vom Leib trennt, um bei der geliebten Frau zu bleiben und dies zum Hass auf die ehemals so geliebte führt. Der Sprecher in Hartmanns von Aue Lied Ich var mit iuweren hulden (MF 218,5ff.) spricht von seiner Reise aus Liebe. Er meint damit nicht die Liebe zu einer Dame, sondern zu Gott. Friedrichs von Hausen Lied zeigt noch deutlich Merkmale der hohen Minne: Die Angebetete verhält sich dem Kreuzfahrer gegenüber ignorant. Indem er sich der Gottesminne zuwendet, verbindet Friedrich von Hausen Gottes- und Frauendienst. Nicht die Liebe an sich ist eine Sünde, sondern das Maßlose. Er lehnt die weltliche Liebe also nicht komplett ab, sondern ordnet sie der Gottesminne unter. Hartmann von Aue hingegen lobt in seinem Lied MF 218,5 ff. die Gottesminne und lehnt dabei die weltliche Liebe konsequent ab. Er übernimmt Hinweise aus den Kreuzpredigten in seine Kreuzlieder: „Hinweise auf das Verhältnis des Ritters zu Gott als dem obersten Kriegsherrn, auf die ritterliche Ehre, die zum Kampf verpflichtet, auf den Dienst-Lohn-Gedanken in seiner Abwandlung von irdischem und himmlischem Lohn, schließlich auf die innere Erneuerung des Menschen, die mit der Kreuznahme eng verbunden ist.“
Hartmanns Protagonist im Lied Dem kriuze zimt wol reiner muot (MF 209,25ff.) lobt die Liebe zu Gott und beschreibt sein vorheriges, weltliches Leben, das ihm Leid zugefügt hat. Doch durch den Gottesdienst kann er „in Freuden aufbreche[n].“ Hartmanns Protagonist scheint hier wie schon im Lied MF 218,5ff. „unmittelbar die Gleichaltrigen seines Standes“ anzusprechen. Im Lied Swelh frowe sendet ir lieben man (MF 211,20 ff.) wird die zurückgelassene Dame angesprochen. Sie soll den Mann mit rehtem muote auf die Fahrt schicken, ihre Ehre bewahren und für beide – sich und den Mann – beten, damit ihr die Hälfte des Lohnes zuteilwird.

## Autoren und Werke

### Walther von der Vogelweide

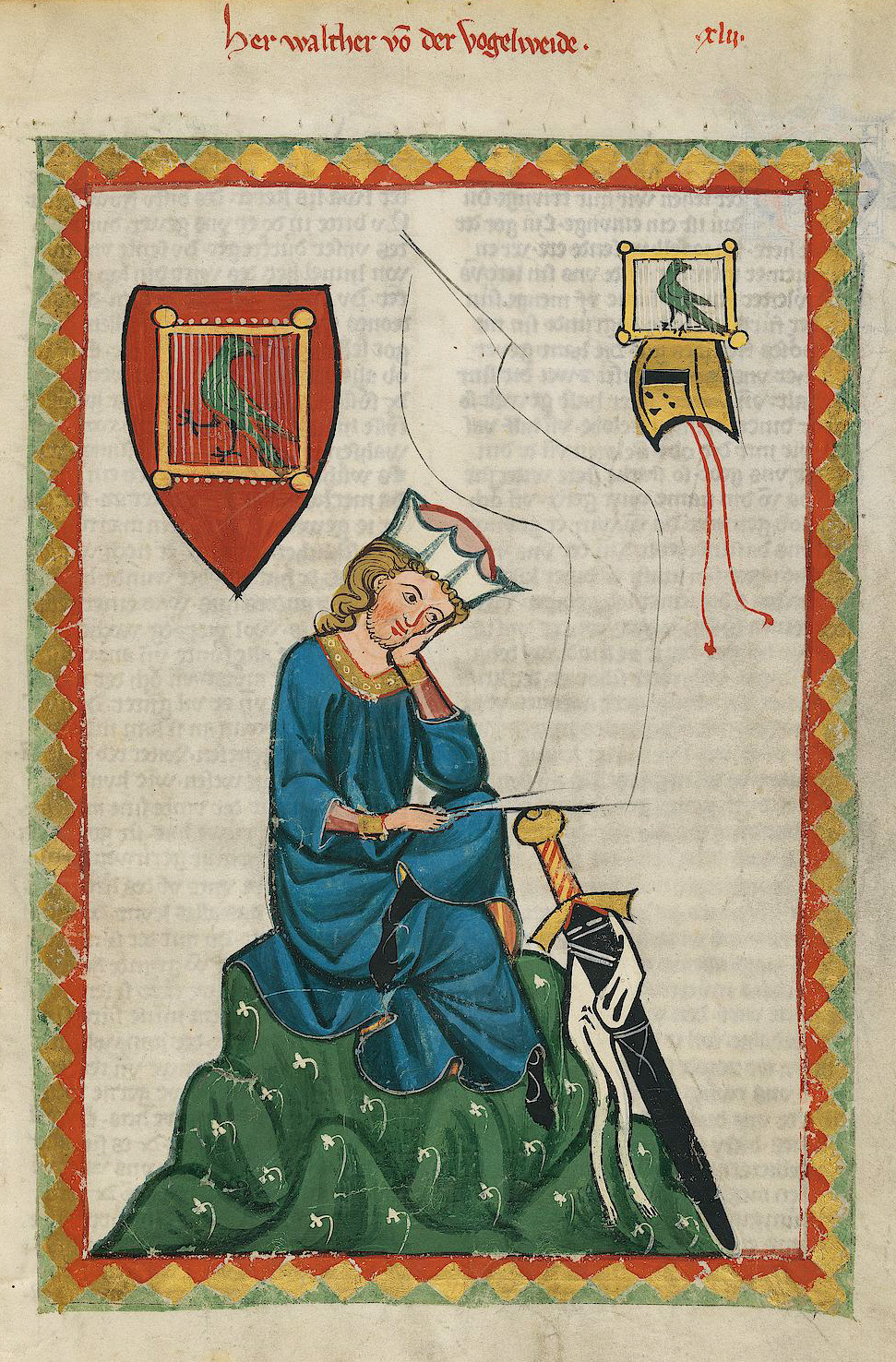
Walther von der Vogelweide im Codex Manesse, um 1300

Geboren wurde Walther von der Vogelweide vermutlich um 1170 und starb um 1230. Er war als höfischer Berufsdichter auf die „Gunst fürstlicher Gönner angewiesen“. Dorothea Klein bezeichnet ihn als den vielseitigsten Lyriker des Mittelalters: Er schrieb Liebeslieder aber auch Sangsprüche und bediente eine Vielzahl der Liedtypen. Auch seine Lieder der gegenseitigen Minne und die damit verbundene Kritik am „schönen Schmerz“ tragen zu seiner Popularität bei.

#### Herzeliebez vrouwelîn(L 49,25ff.)
Uwe Stamer zählt zu dem Lied L 49,25ff. auch das Lied Bin ich dir unmære (L 50,19ff.). Hier soll aber nicht das Liedpaar, sondern nur das Lied L 49,25ff. betrachtet werden. Das Lied besteht aus fünf Strophen. In der ersten wird das frouwelîn besungen. Der Sänger gesteht seine Liebe. Die Kritik der Gesellschaft wird in der zweiten Strophe thematisiert verbunden mit einer Anklage an diese Kritiker. Es folgt eine allgemeine Aussage über die Schönheit in Verbindung mit der Liebe. In der vierten Strophe trotzt der Sänger der Kritik und beteuert erneut seine Liebe zu der Besungenen. Der schon in der zweiten Strophe angesprochene niedere Stand des frouwelîn wird im letzten Vers der vierten Strophe erneut aufgegriffen. Schließlich endet das Lied mit der Aussage, dass der Sänger ohne Sorge ist, wenn die Besungene triuwe und staetekeit besitzt. Doch wenn sie beides nicht hat, soll sie auch nicht sein werden.
Herzeliebez vrouwelîn

(1,1) Herzeliebes vrouwelîn,

got gebe dir huite und iemer guot!

kund ich baz gedenken dîn,

des het ich willeclîchen muot,

(5) waz mac ich nu sagen mê,

wan daz dir nieman holder ist? owê dâ von ist mir vil wê.

(2,1) Si verwîzent mir, daz ich

sô nider wende mînen sanc.

daz si niht versinnent sich

waz liebe sî, des haben undanc!

(5) siu getraf diu liebe nie,

die dâ nâch dem guote und nâch der schœne minnent wê, wie minnent die!

(3,1) Bî der schœne ist dicke haz,

zuo der schœone niemen sî ze gâch.

liep tuot dem herzen baz,

der liebe gêt diu schœne nâch.

(5) liebe machet schœner wîp.

des mac diu schœne niht getuon, sine gemachet lieben lîp.

(4,1) Ich vertrage als ich vertruoc

und als ich zeiner wîle vertrage.

du bist schœne und hâst genuoc,

was mugen si mir dâ von gesagen?

(5) swaz si sagen, ich bin dir holt

und nim dîn glesîn vingerlîn vür einer küneginne golt.

(5,1) Hâr du triuwe und stætekeit,

sô bin ich sîn âne angest gar

daz mir iemer herzeleit

mit dînem willen widervar.

(5) hâst aber du der zweier niht,

so müezest du mîn niemer werden. owê …, ob daz geschiht!
Neuhochdeutsch

(1,1) Herzlich geliebte Herrin,

Gott schenke dir heute und immer dein Wohl!

Könnte ich deiner besser gedenken,

das würde ich gern tun.

(5) Was kann ich nun mehr sagen,

als dass niemand dich mehr liebt? O weh, das bereitet mir viel Schmerz.

(2,1) Sie [die Gesellschaft]werfen mir tadelnd vor, dass ich

meinen Gesang an eine niederen Standes richte.

Dass sie sich nicht besinnen,

was Liebe ist, soll sie verwünschen!

(5) Die wurden von der Liebe nie ergriffen,

die ihre Liebe nach dem Besitz und nach der Schönheit richten. O weh, wie lieben die!

(3,1) Bei der Schönheit ist häufig Hass,

nach der Schönheit soll niemand zu schnell streben.

Liebe tut dem Herzen besser,

der Liebe geht die Schönheit nach.

(5) Liebe erschafft schönere Frauen.

Das vermag die Schönheit nicht zu tun, sie allein macht nicht liebenswert.

(4,1) Ich vertrage, wie ich vertrug

und wie ich immer vertragen will.

Du bist schön und hast genug,

was können sie mir davon sagen?

(5) Was immer sie sagen, ich bin dir treu

und nehme dein gläsernes Ringlein als Gold einer Königin.

(5,1) Hast du Treue und Beständigkeit,

so bin ich dein ganz ohne Angst/Besorgnis

dass mir je Herzensleid

in deinem Willen widerfährt.

(5) Hast du aber beides nicht,

so kannst du niemals mein werden. O weh…, wenn das geschieht!

### Hartmann von Aue

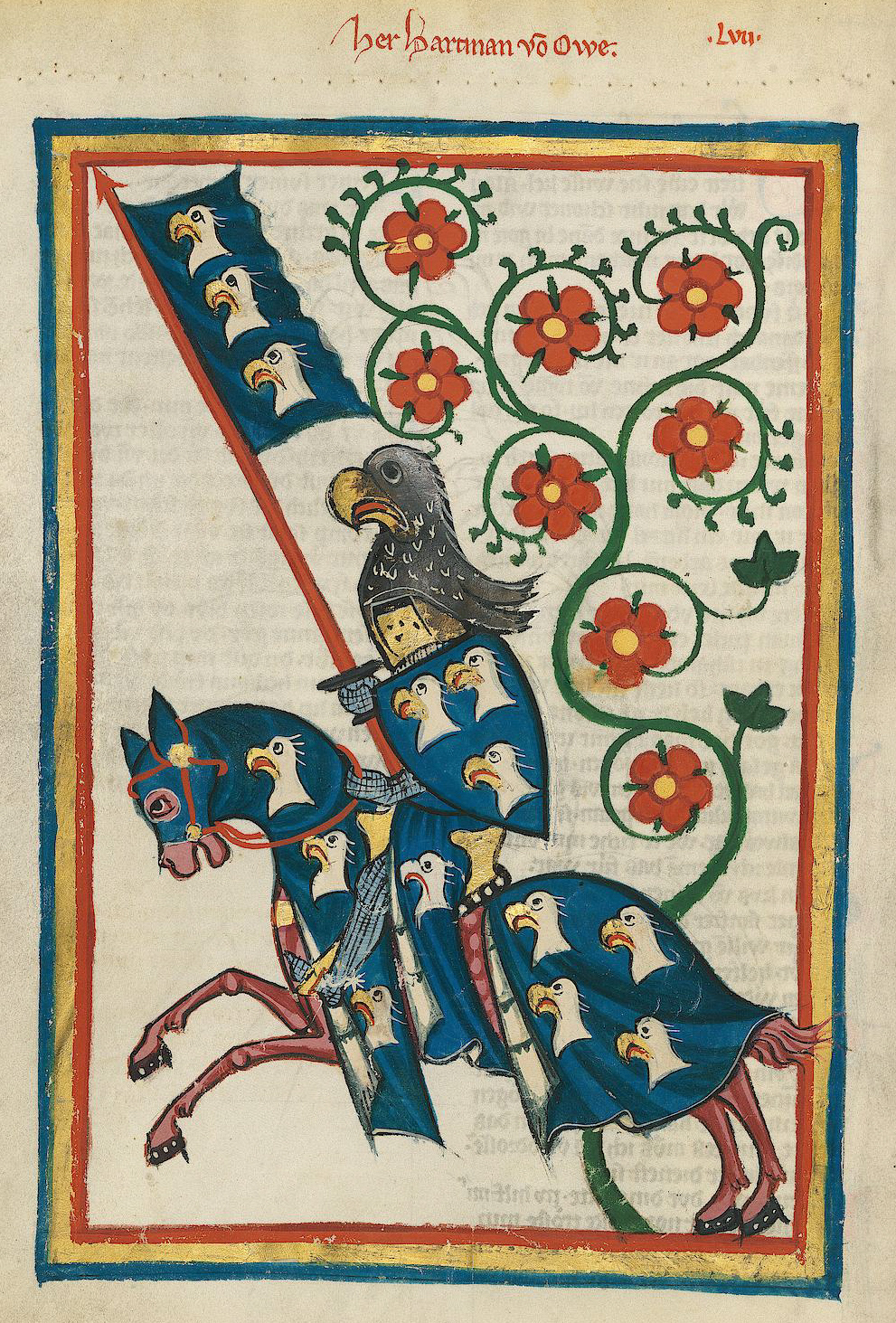
Herr Hartmann von Aue (idealisierte Miniatur im Codex Manesse um 1300)

Das Geburtsjahr von Hartmann von Aue wird auf etwa 1165 datiert, sein Todesjahr auf 1210 geschätzt. Er selbst nennt seinen sozialen Stand: dienstmann, also ein Ministeriale, „der von Diensten in Krieg und Verwaltung für einen adeligen Herren lebt.“ Drei Lieder widmet er der Kreuznahme, der Fahrt in den Kreuzzug: Dem kriuze zimt wol reiner muot (MF 209,25ff.), Swelh frowe sendet ir lieben man (MF 211,20ff.) und Ich var mit iuweren hulden (MF 218,5ff.). Das erste der drei Lieder ist unabhängig von der Minnethematik. Das Folgende definiert den Dienst des Kreuzfahrers als wahre Erfüllung der gegenseitigen Zuneigung.

#### 3. Kreuzlied (MF 218,5ff.)
Hartmann von Aue thematisiert in seinem Kreuzlied die Absage an die weltliche Liebe und das Lob des Gottesdienstes. In diesem Lied wird die „entbehrungsbereite Minne des Kreuzfahrers“ der hohen Minne entgegengesetzt.
In der ersten Strophe wird von einer Reise aus Liebe gesprochen. Die Fahrt ist unwendic (unabwendbar), würde der Sprecher nicht fahren, bräche er seine triuwe und seinen eit. Noch weiß der Hörer/Leser nicht, wohin die Fahrt gehen soll und wem die Liebe gilt.
Mit einer allgemeinen Aussage über die Vielen, die sich für ihre Taten aus Liebe rühmen, beginnt die zweite Strophe. Gleich darauf folgt die Kritik an diesen Vielen, weil sie nur reden statt zu handeln. Währenddessen rühmt der Sprecher seine eigenen Taten für die Liebe und definiert das Lieben als Bereitschaft, ein Leben in der Fremde zu führen. Die Erwähnung Saladins lässt auf die Kreuzzüge schließen, und lebte mîn her könnte eine Andeutung auf den Tod des Dienstherrn sein. Wentzlaff-Eggebert sieht in dem zweiten die Motivation, am Kreuzzug teilzunehmen.
In der dritten Strophe spricht er die Minnesänger direkt an und zeigt ihnen ihr Leid auf. Im Gegensatz zu ihnen kann er sich rüemen, weil die Liebe ihn hat und er sie. Der Sprecher betont, dass er seinen Dienst gerne ausführt und bemitleidet die armen, die um eine unerwiderte Liebe kämpfen.
Ich var mit iuweren hulden

(1,1) Ich var mit iuweren hulden, herren unde mâge,

luit unde lant die müezen sælic sîn.

ez ist unnôt, daz ieman mîner verte vrâge,

ich sage wol für wâr die reise mîn.

(5) mich vienc diu minne und lie mich varn ûf mîne sicherheit.

nu hât sie mir enboten bî ir liebe, daz ich var.

ez ist unwendic, ich muoz endelîchen dar.

wie kûme ich bræche mîne triuwe und mînen eit!

(2,1) Sich rüemet maniger, waz er dur die minne tæte.

wâ sint diu werc? die rede hœre ich wol.

doch sæhe ich ger, daz si ir eteslîchen bæte,

daz er ir diente, als ich ir dienen sol.

(5) ez ist geminnet, der sich dur die mine ellenden muoz.

nu seht, wie si mich ûz mîner zungen ziuhet über mer.

und lebte mîn her Salatîn und al sîn her

dien bræhte mich von Vranken niemer einen fuoz.

(3,1) Ir minnesinger, iu muoz ofte misselingen,

daz iu den schaden tuot, daz ist der wân.

ich will mich rüemen, ich mac wol von minnen singen,

sît mich diu minne hât und ich sie hân.

(5) daz ich dâ wîl, seht, daz will alse gerne haben mich.

sô müest aber ir verliesen underwîlent wânes vil.

ir ringent umbe liep, daz iuwer niht enwil.

wan müget ir armen minnen solhe minne als ich?
Neuhochdeutsch

(1,1) Ich fahr mit eurem Segen, Herren und Verwandte,

Leute und Land, die sollen in die himmlische Seligkeit aufgenommen sein.

Es ist unnötig, dass jederzeit nach meinem Weg zu fragen,

ich sage gewiss die Wahrheit über meine Reise.

(5) Mich ergriff die Liebe und ließ mich ziehen auf meine Zusage.

Nun hat sie mir befohlen bei ihrer Liebe, dass ich fahren soll.

Es ist unabwendbar, ich muss rasch dorthin.

Keineswegs bräche ich meine Treue und meinen Eid!

(2,1) Sich rühmen viele, was sie für die Liebe täten.

Wo sind die Taten? das Rede höre ich wohl.

Doch sähe ich gern, dass sie manchen bäten,

dass er ihr diente, wie ich ihr dienen möge.

Lieben ist, wenn man für die Liebe in der Fremde leben muss.

Nun seht, wie sie mich aus meiner Heimat übers Meer zieht.

Und lebte mein Herr, Saladin und sein ganzes Heer

brächten mich niemals dazu aus Franken einen Fuß zu setzen.

(3,1) Ihr Minnesänger, ihr müsst oft scheitern,

was euch diesen Schaden antut, das ist die aussichtslose Hoffnung.

Ich will mich rühmen, ich vermag wohl von Minne zu singen,

seit mich die Minne hat und ich sie habe.

(5) Was ich da will, seht, das will mich ebenso gerne haben.

So müsst aber ihr viel aussichtslose Hoffnung bisweilen verlieren.

Ihr kämpf um Liebe, die euch nicht will.

Wann mögt ihr Armen so lieben wie ich?

## Funktion
Nach Erich Köhlers Erklärungsmodell steckt in Minneliedern die verschlüsselte Sehnsucht von „gesellschaftlich unterprivilegierten Liederdichtern“, sozial aufzusteigen. Manfred Günter Scholz bezweifelt diesen Ansatz jedoch gänzlich. Zu unterscheiden ist der Gesellschaftsdienst des Minnesängers vom Herrendienst des politischen Dichters. Die beiden sind durch die Standesgrenze getrennt zu betrachten. Wer also als Minnesänger nicht nur um eine Dame, sondern auch um den Hof warb, handelte nicht immer standesgemäß. Auch Walther von der Vogelweide gehörte zu diesen Sängern. Minnesang ist nicht nur das Werben um die Dame, sondern auch „Werbung um Anerkennung in der Gesellschaft, die durch dieses Werbungsspiel zugleich geehrt wurde.“ Dies gilt für die hohe sowie die ebene Minne. Die Gegenseitigkeit, Unterscheidung und Verwirklichung, die Walther von der Minne fordert, verlangt er ebenso von seinem Publikum/der Gesellschaft. Wilmans sagt konkret: „Seine [Walthers] Herrin war die Gesellschaft.“

## Rezeption
Ab circa 1300 wurde der Minnesang „für kommende Generationen gesammelt und aufbewahrt“. Um 1400 gab es noch vereinzelt Minnesänger wie dem Begrenzer Feld- und Landeshauptmann der Steiermark, Graf Hugo von Montfort, den Mönch Hermann von Salzburg und den Südtiroler Ritter Oswald von Wolkenstein. Im 14. und 15. Jahrhundert wurde der Minnesang aber von der allgemeinen Liebeslyrik und dem Meistersang abgelöst. Etwas langlebiger waren die Minnereden und -allegorien, wie etwa „Das Klagebüchlein“ von Hartmann von Aue, die es noch bis zum Ende des 15. Jahrhunderts gab.
Ab dem 15. Jahrhundert beschäftigte man sich mit der mittelalterlichen Literatur eher aus Modegründen. Es wurde gesammelt, was von einer „nationalen Ideologie und einem wachsenden Nationalbewußtsein verwertet werden konnte“ oder um die Ahnen mit „den Helden der Vergangenheit […] in eine bruchlose Beziehung zu setzen“. Cyriacus Spangenberg erwähnt 1598 den Minnesang in seinem Werk „Von der Musica und den Meistersängern“, druckte aber keine Originaltexte ab. Sein Werk bildet die erste bekannte Erwähnung des Minnesangs nach seiner Entstehungszeit. 1654 erschien die erste Dissertation, die sich unter anderem mit dem deutschen Minnesang beschäftigte: „De variis Germanae Poëeos aetatibus exercitation“ von Karl Ortlob.
Im 17. und 18. Jahrhundert stieg das Interesse an der hoch- und spätmittelalterlichen Literatur, vornehmlich an der Heldenepik, obwohl die Aufklärung zur gleichen Zeit das Mittelalter eher als „belanglose, aber barbarische Episode“ ansah. In der zweiten Hälfte des 18. Jahrhunderts stieg das Interesse erneut. Nach dem Siebenjährigen Krieg (1756–1763) wuchs das Nationalgefühl und man besann sich der gemeinsamen Vergangenheit. Minnesangsammlungen wurden sogar für die breite Öffentlichkeit einsehbar. Während der Romantik (1795–1848) suchte man „in einer poetisch verklärten Vergangenheit“ das Vollkommene. Dabei untersuchte man auch die Literatur des Mittelalters.
Nach der bereits 1758/59 erschienenen „Sammlung“ von Bodmer und Breitinger brachte Tieck in der Frühromantik ebenfalls eine Minnesang-Edition heraus. Neben der „literarisch-produktiven Adaption“ begann mit Karl Lachmanns kritischer Walther-Ausgabe 1827 die „wissenschaftlich-philologische Erforschung“. Friedrich Heinrich von der Hagens schuf die erste „wissenschaftlich brauchbare Gesamtausgabe der Minnesänger“ als er 1838 sein vierteiliges Werk „Minnesinger“ veröffentlichte. Neunzehn Jahre später erschien die wohl bekannteste Sammlung der Minnelyrik: „Des Minnesangs Frühling“ (MF) von Karl Lachmann und Moriz Haupt. Kurz zuvor wurde das mittelhochdeutsche Wörterbuch von Adolf Ziemann herausgegeben, gefolgt von den ersten Grammatiken. Im deutschen Kaiserreich (1871–1918) schwand die Beachtung des Minnesangs wieder. Man widmete sich mehr der Heldenepik. Die Niederlage des Ersten Weltkrieges ließ Rechtsintellektuelle auf mittelalterliche Lyrik zurückgreifen, jedoch mehr wegen des Kriegerischen und weniger wegen der Minne. Das Nibelungenlied erlangte in der Zeit des Nationalsozialismus erneuten Ruhm. Für Minnesang war zu dieser Zeit kein Platz. Nach dem Krieg widmete man sich der „ästhetischen Betrachtung von Literatur“ und fand zum Minnesang zurück, der unpolitische Themen barg.
Bis heute ist der Minnesang Thema der Forschung. Die Literaturliste zeigt, dass es immer wieder Neuauflagen der Primär- und Sekundärtexte gibt. Sowohl in der Schule als auch an der Universität hat die mittelalterliche Literatur noch heute einen festen Platz.

## Kritik
Günther Schweikle bestreitet, dass es überhaupt eine ebene Minne gibt, da der Begriff selbst im Minnesang nicht auftaucht. Eine Ausnahme bildet Walther von der Vogelweide, der in seinem Lied Aller werdekeit ein füegerinnen (L 46,32ff.) die Wendung ebene werben verwendet. Schweikle bezeichnet dies als eine Unmöglichkeit, da eine ebene Minne eine Liebe ohne Leid voraussetzen würde und diese gebe es nicht, sie sei nach dem Minnekonzept nicht möglich.
Schweikle beschreibt aber die Herzeliebe. Mit ihr ist „von Herzen kommende oder zu Herzen gehende, intensive gegenseitige Liebe“ gemeint. Aus Walthers Lied Aller werdekeit ein füegerinne schließt er, dass diese herzeliebe wie die hohe Minne nicht ohne Leid existiert. In diesem Punkt widerspricht sie also der ebenen Minne.
Auch Manfred Günter Scholz beschreibt in seiner Walther-Biographie die herzeliebe und ordnet ihr die drei Lieder Daz ich dich sô selten grüeze (L 70,1ff.), Ein niuwer sumer, ein niuwe zît (L 92,9ff.) und Junger man, wis hôhes muotes (L 91,17ff.) zu. Er bestreitet ebenfalls, dass es eine ebene Minne als Terminus gibt. Wenn man diesen Begriff als Synonym für die gegenseitige Liebe verwendet, solle man dies kenntlich machen, da es ein konstruierter Begriff sei. Dem Begriff „Mädchenlieder“ ordnet er vier Lieder zu: Bin ich dir unmære (L 50,19ff.), Herzeliebez frouwelîn (L 49,25ff.), Under der linden (L 39,11ff.) und Nemt, frouwe, disen kranz (L 74,20ff.). Günther Schweikle schließt Lied L 50,19ff. von den Mädchenliedern aus. Maurer bezieht dieses und noch sechs weitere aus stilistischen Gründen mit ein, obwohl kein „spezifischer maget-Bezug vorläge.“ Des Weiteren bezeichnet Schweikle die Mädchenlieder neben der niederen Minne und den dörperlichen Liedern als Gegenreaktion auf das Konzept der hohen Minne. Dabei ordnet er die Mädchenlieder der niederen Minne zu.
Eine eindeutige Zuordnung der Lieder ist also schwierig. Sie muss immer kritisch betrachtet werden.